# Caravanserai
Caravanserai (deutsch „Karawanserei“) ist ein Album von Santana, aufgenommen zwischen dem 21. Februar und 5. Mai 1972 und veröffentlicht im Oktober 1972 bei Columbia Records.

## Entstehungsgeschichte
Caravanserai war das vierte Studioalbum von Santana. Es markierte einen musikalischen Wendepunkt nach den drei ersten Alben, indem es das populäre Rockformat der Vorgängeralben verließ. Es enthielt auch keine Hits; vielmehr herrschte hier die Konzentration auf Jazz-bezogene Instrumental-Passagen mit teils experimentellen Charakter vor. Die Woodstock-Besetzung war auseinandergebrochen. Zwar spielten auf diesem Album noch Gregg Rolie und Neal Schon mit, die im folgenden Jahr die Band Journey gründeten; insbesondere Rolie hatte mit den neuen Kompositionen Probleme. Auf einem Stück spielte daher bereits Keyboarder Tom Coster in der Band, deren Musik sich im nachfolgenden Album Welcome noch stärker in Richtung Jazz-Rock entwickelte. Auch Mike Shrieve, der mit Carlos Santana das Album produzierte, sprach sich für diese Richtung aus.
Clive Davis, der Präsident des Plattenlabels Columbia, problematisierte gegenüber Carlos Santana die Richtung des Albums, das keine Songs im Radioformat enthielt und prophezeite ein Ende der Karriere Santanas. Doch Santana bestand darauf, dieses Album so zu machen.

## Das Album
Der einleitende Titel „Eternal Caravan of Reincarnation“ entwickelt sich in ähnlich traumhafter Atmosphäre wie „Singing Winds, Crying Beasts“ auf Abraxas. Seine Melodie ist stark von Astral Traveling, einem Stück von Pharoah Sanders’ Album Thembi beeinflusst. „Eternal Caravan of Reincarnation“ ist ein Showcase für Gitarrist Neal Schon. Außerdem wirkten Saxophonist Hadley Caliman und Wendy Haas am Fender Rhodes mit; das Saxophon bildet einen schroffen Gegensatz zum Zirpen der Heuschrecken. Der nächste Song, „Waves Within“, ein Jazzrock-Instrumental, stellt Carlos Santanas Gitarre in den Mittelpunkt.
Zu den Titeln des Albums gehört neben eigenen Titeln eine Coverversion des brasilianischen Standards Stone Flower von Antônio Carlos Jobim, zu dem Carlos Santana und Michael Shrieve den englischen Liedtext beisteuerten. Future Primitive von Chepito Areas und Mingo Lewis wurde von einer Klangfläche umgeben, zu der Piano, Vibraphon und Becken gehörten, die Michael Shrieve beisteuerte. Das ausgedehnte All the Love in the Universe ist eine Komposition Carlos Santanas; hier sind über einem komplexen Rhythmusteppich zwei Bassisten eingesetzt, was von Santanas Biograph Norman Weinstein als Zeichen einer Hinwendung zum Jazz verstanden wurde. Das kurze Just in Time to See the Sun, eine der wenigen Vokalnummern, dient als Einleitung zu dem Instrumental Song of the Wind, in dem die Lead-Gitarre des Bandleaders im Vordergrund steht. Look Up (to See What’s Coming Down) ist stark vom Ensemblespiel und Funk-Anleihen geprägt. Das Latin-betonte La Fuente Del Ritmo bildet den Auftakt zur Schlussnummer Every Step of the Way, komponiert von Michael Shrieve. Dieser hatte Every Step of the Way von der Joe-Zawinul-Komposition In a Silent Way abgeleitet. Hadley Caliman wird hier als Flötist eingesetzt und spielt sein Solo mit einer Intensität, die an Jeremy Steig erinnert. Tom Harrell stellte ein Orchester zusammen und schrieb ein Arrangement, das Bezüge zu Las Vegas Tango von Gil Evans und Sketches of Spain von Miles Davis enthält.
Gleichzeitig markiert das Album die Hinwendung Santanas zur indischen Spiritualität. Im Innencover der LP erschien ein Zitat des Gurus Paramahansa Yogananda aus den Metaphysischen Meditationen:
The Body melts into the universe

The universe melts into the soundless voice.

The sound melts into the all-shining light.

And the light enters the bosom of infinite joy.

## Wirkungsgeschichte
Obgleich Santana mit Caravanserai zunächst nicht an die außergewöhnlichen Verkaufserfolge der drei vorhergehenden Alben anschließen konnte, erreichte das Album Platz acht der Billboard 200 Charts. Auch die Konzerte der folgenden Tournee waren gut besucht. Auf Dauer erreichte das Album aufgrund der guten Verkaufszahlen Platin-Status.

### Rezensionen
Das Album wurde im Rolling Stone und in anderen Fachzeitschriften hervorragend besprochen. Teilweise wird das Album als das exotischste aller Santana-Alben angesehen.
Alex Henderson verlieh dem Album im Allmusic die zweithöchste Bewertung. Es gehöre zu Carlos Santanas schönsten Werken. Es sei „wagemutig“, „inspiriert und sehr ambitioniert“. Carlos Santana steuere gefühlvolle und beschauliche Gitarrensoli bei, „auch wenn Caravanserai die Unmittelbarkeit von [dem Debütalbum] Santana oder von Abraxas vermissen“ lasse.

## Titelliste
1. Eternal Caravan of Reincarnation (Rutley/Schon/Shrieve) – 4:28
2. Waves Within (Rauch/Rolie/Santana) – 3:54
3. Look Up (To See What’s Coming Down) (Rauch/Rolie/Santana) – 3:00
4. Just in Time to See the Sun (Rolie/Santana/Shrieve) – 2:18
5. Song of the Wind (Rolie/Santana/Schon) – 6:04
6. All the Love of the Universe (Santana/Schon) – 7:40
7. Future Primitive (Areas/Lewis) – 4:12
8. Stone Flower (Jobim/Santana/Shrieve) – 6:15
9. La Fuente del Ritmo (Lewis) – 4:34
10. Every Step of the Way (Shrieve) – 9:05

## Musiker
- Carlos Santana: Lead-Gitarre (2–4, 8, 9), Gitarre (5, 6, 10), Gesang (6), Perkussion (1, 8)
- Neal Schon: Gitarre (1, 3–6, 8–10)
- Gregg Rolie: Orgel (2–6, 8, 10), Piano (6), Gesang
- Michael Shrieve: Schlagzeug (1–6, 8–10), Perkussion
- José Chepito Areas: Perkussion, Congas (7), Timbales (2–4, 6, 7, 9, 10), Bongos (8)
- Douglas Rauch: Bass (2–6), Gitarre (2, 3)
- Tom Rutley: Kontrabass (1, 6, 8–10)
- James Mingo Lewis: Perkussion (1, 8, 9), Congas (2–10), Bongos (7), Gesang (6), Piano (9)
- Armando Peraza: Perkussion (8), Bongos (9)
- Douglas Rodrigues: Gitarre (2)
- Wendy Haas: Piano (1, 8)
- Hadley Caliman: Saxophon (Intro) (1), Flöte (10)
- Rico Reyes: Gesang (6)
- Lenny White: Castagnetten (6)
- Tom Coster: E-Piano (9)
- Tom Harrell: Orchester-Arrangement (10)[14]

## Kommerzieller Erfolg

### Chartplatzierungen
| ChartsChartplatzierungen       | Höchstplatzierung | Wochen |
| ------------------------------ | ----------------- | ------ |
| Deutschland (GfK)              | 13 (20 Wo.)       | 20     |
| Vereinigte Staaten (Billboard) | 8 (32 Wo.)        | 32     |
| Vereinigtes Königreich (OCC)   | 6 (11 Wo.)        | 11     |

| ChartsJahrescharts (1973) | Platzierung |
| ------------------------- | ----------- |
| Deutschland (GfK)         | 41          |

### Auszeichnungen für Musikverkäufe
| Land/Region               | Auszeichnungen für Musikverkäufe (Land/Region, Auszeichnung, Verkäufe) | Verkäufe  |
| ------------------------- | ---------------------------------------------------------------------- | --------- |
| Frankreich (SNEP)         | Gold                                                                   | 100.000   |
| Kanada (MC)               | Gold                                                                   | 50.000    |
| Vereinigte Staaten (RIAA) | Platin                                                                 | 1.000.000 |
| Insgesamt                 | 2× Gold · 1× Platin ·                                                  | 1.150.000 |

Hauptartikel: Carlos Santana/Auszeichnungen für Musikverkäufe